# 大信田礼子
大信田 礼子（おおしだ れいこ、1948年9月15日 - ）は、日本の女優、歌手。京都府京都市出身。身長165cm。B90センチメートル (cm)、W58cm、H89cm（1969年12月）。

## 人物・来歴
父・一雄、母・常子の一人っ子。幼い頃に父の仕事の関係で青森県三沢市へ転居する。三沢市立上久保小学校時代に弁論大会で優勝した。中学生までに京都へ戻り、1964年に京都府立鴨沂高等学校へ入学する。在学中の1966年に平安神宮前で建築家に写真を撮影されことを契機に、シカゴでミスコンテスト「第1回ティーン・プリンセス」（10代の女王コンテスト）に出場して日本代表に選ばれ、世界大会で優勝した。1966年にNHKのテレビドラマ『太郎』で芸能の仕事を始める。東京の私立女子高校の藤沢高校へ転校して1967年に卒業した。
身体スタイルを生かしてアクション映画を中心に多数の映画に出演、東映「ずべ公番長シリーズ」全4作の主演などで人気を得た。
1970年「女の学校」でCBSソニーから歌手デビューして以後、歌手とテレビドラマの仕事が増えた。レコードプロデューサーは酒井政利で、酒井が権利を獲得した『同棲時代-今日子と次郎-』（1973年公開、由美かおる主演､上村一夫の劇画の映画化）の主題歌「同棲時代」を歌い、代表曲になった。大信田自身も映画に出演した。
テレビドラマは、東京12チャンネルで1969年から始まった『プレイガール』の途中から出演した。
1974年に「同棲時代」を作曲した作曲家都倉俊一と結婚して引退状態となったが、1978年に離婚して復帰後は女優としてドラマ、舞台で活動している。
2013年にドラマ相棒 Season12へ出演した。

## エピソード
- 歌手の沢田研二は京都の小・中・高校で同級であった。
- 裕福な家庭の出身でデビュー前から勝新太郎、梅宮辰夫らと親交があり、デビュー後にはお目付け役、用心棒になってくれたという。セクシー路線は「深窓の令嬢」だった少女時代からの反動だった[10]。
- 阪神時代の江夏豊が彼女の大ファンだった。江夏自身は「付き合ってる」と話していたことがあり、ある新聞に「結婚？」とも報じられたことがある（結局その後破局）[11][12]。
- ドラマ『プレイガール』に70年の52話から85話まで出演し[9]、西尾三枝子、片山由美子らと共演した。
- ドラマ『旅がらすくれないお仙』でかみなりお銀役として、自身の発想で髪をアップにして男物の海水パンツを履いて走り回った[13]。
- シングル曲「同棲時代」は当初、作曲家の都倉とソリが合わなかったので彼女は「アカン」と思っていたが、それを聞いた酒井政利は「（それなら逆に）ヒットするかもしれない」と感じた。

## 出演

### 映画
- 青春太郎（1967年10月18日）
- 女賭博師鉄火場破り（1968年5月1日）
- 産業スパイ（1968年5月21日）
- 旅に出た極道（1969年3月30日）
- 妖艶毒婦伝 人斬りお勝（1969年4月10日）
- 妖艶毒婦伝 お勝兇状旅（1969年10月1日）
- 不良番長・一攫千金（1970年4月18日）
- 盛り場流し唄・新宿の女（1970年5月30日）
- 不良番長・出たとこ勝負（1970年8月1日）
- ずべ公番長シリーズ
  - ずべ公番長 夢は夜ひらく（1970年9月22日）
  - ずべ公番長 東京流れ者（1970年12月3日）
  - ずべ公番長 はまぐれ数え唄（1971年3月9日）
  - ずべ公番長 ざんげの値打もない（1971年4月28日）
- 経験（1970年10月6日）
- 不良番長・口から出まかせ（1970年12月30日）
- 舞妓はんだよ全員集合!!（1972年12月29日）
- 同棲時代-今日子と次郎-[8]（1973年4月14日）
- 渚の白い家（1978年4月8日）
- ジェラシー・ゲーム（1982年8月6日）
- 制覇（1982年10月30日） - 久美
- 政治犯・金賢姫/真由美（1990年韓国映画）- 李恩恵
- 龍王 獣たちの掟（2002年）
- 少年と星と自転車（2004年） - 阿岸景子

### Vシネマ
- ジゴロ・コップ 六本木・赤坂 美少年倶楽部（1991年）

### テレビドラマ
- 旅がらすくれないお仙（1968年10月6日〜1969年9月28日、NET）- かみなりお銀
- 緋剣流れ星お蘭（1969年、NET）- かみなりお銀役
- プレイガール 第51 - 58・61・62・64・65・67・68・70・73・74・78・81・85話　（1970年、12ch・東映）- 太田礼子
- テレビスター劇場
  - 産科・歯科
    - （第1シリーズ）（1970年、MBS）
- 徳川おんな絵巻 第29話「浮世絵の女」・第30話「情事の秘密」（1971年、KTV・東映）- お波
- 冠婚葬祭屋 （1972年、NET・東映）- 亜紀
- 忍法かげろう斬り 第25話「旗本奴と素浪人」（1972年、KTV・東映）- 万紀
- 眠狂四郎 第15話「三度傘の女は燃えた」（1973年、KTV・東映）
- 大追跡 第18話「淳子のミステリーゾーン」（1978年、NTV・東宝）- 香川淳子
- 新・座頭市（勝プロ / CX）
  - 第3シリーズ 第3話「市の耳に子守唄」（1979年5月7日）
- 俺たちは天使だ! 第14話「運が良ければリッチ・マン」（1979年、NTV・東宝）- 香村京子
- 痛快! ピッカピカ社員（1980年、NTV）- みゆき役
- 夢千代日記
- ザ・ハングマン 第32話「死人を愛した女スパイ」（1981年6月26日 ABC・松竹芸能）-  夕子
- 影の軍団II 第23話「魔の振袖御殿」（1982年、KTV・東映）- 輪樹院覚子
- 眠狂四郎円月殺法 第16話「悪女志願! 美男剣」（1983年、TX）- おもん
- ザ・サスペンス「フルムーン殺人旅行」（1983年10月1日、TBS）- 土屋美代
- 赤かぶ検事奮戦記3 第3話「シェパード殺人の女」（1983年10月1日、ABC・松竹） - 八木阿也子
- 大江戸捜査網シリーズ（テレビ東京）
  - 大江戸捜査網 第618話「母さんと呼んでいいかい?」（1983年） - お妻
  - 新・大江戸捜査網 第5話「女房殺し疑惑の刃」（1984年）- 文字春
- 必殺シリーズ（ABC・松竹）
  - 必殺仕事人 第75話「訴え技火だるま身替り消し」 - 茜
  - 新・必殺仕事人 第1話「主水腹が出る」 - 千代
  - 必殺仕事人V・旋風編 第10話「主水、ワープロをうつ」 - おとせ
- 吉宗評判記 暴れん坊将軍 第164話「心の鎖は人情で裂け!」（ANB）　-　おきた
- 流れ星佐吉 第4話「恋と盗みの大勝負」（1984年、KTV・東映）
- 月曜ドラマランド「かぐや姫とんで初体験?!」（1985年7月1日、フジテレビ） - 母・キク
- 土曜ワイド劇場（ANB系）
  - 「森村誠一の異常の太陽 少年の絵が告発する母親の秘密!」（1986年、ANB） - 吉原慶子
  - 「混浴露天風呂連続殺人5・湯けむりに消えた女三人旅」（1986年、ABC・テレパック） - 朝倉きぬ江
  - 「マリンスポーツクラブ 女たちの華麗な闘い!」（1992年、ANB） - 須藤知恵
- 火曜サスペンス劇場「女編集長の椅子は死を招く」（1986年、NTV・渡辺企画）
- はぐれ刑事純情派 第8シリーズ 第16話「嫉妬殺人!?年下の男に溺れた人妻」（1995年7月26日、ANB・東映）
- 警官の血（2009年、EX）
- 相棒 Season12 第9話「かもめが死んだ日」（2013年12月11日、EX・東映） - 唯井紀代美

### 舞台
- 銭形平次 〜きよしの平次 立志編〜（2013年、明治座）

### CM
- 東京ガス（1967年）[14]

## ディスコグラフィ
- 全てのシングル・アルバムはCBS・ソニーからリリースされた。

### シングル
| # | 発売日          | A/B面 | タイトル                 | 作詞         | 作曲     | 編曲       | 規格品番   |
| - | --------------- | ----- | ------------------------ | ------------ | -------- | ---------- | ---------- |
| 1 | 1970年 8月      | A面   | 女の学校                 | なかにし礼   | 鈴木邦彦 | 森岡賢一郎 | SONA-86133 |
| 1 | 1970年 8月      | B面   | あなたの女               | なかにし礼   | 鈴木邦彦 | 森岡賢一郎 | SONA-86133 |
| 2 | 1971年 5月      | A面   | 女はそれをがまんできない | 阿久悠       | 親泊正昇 | 森岡賢一郎 | SONA-86180 |
| 2 | 1971年 5月      | B面   | それがどうした           | きたみきたお | 津島利章 | 津島利章   | SONA-86180 |
| 3 | 1971年 11月     | A面   | ノックは無用             | 阿久悠       | 鈴木邦彦 | 鈴木邦彦   | SONA-86204 |
| 3 | 1971年 11月     | B面   | かんこんロック           | 阿久悠       | 小林亜星 | 筒井広志   | SONA-86204 |
| 4 | 1972年 5月      | A面   | 何がどうしてこうなった   | なかにし礼   | 中村泰士 | 馬飼野俊一 | SOLA-13    |
| 4 | 1972年 5月      | B面   | あなたにおまかせ         | なかにし礼   | 中村泰士 | 高田弘     | SOLA-13    |
| 5 | 1972年 10月21日 | A面   | 嵐を呼ぶ女               | 山口あかり   | 平尾昌晃 | 馬飼野俊一 | SOLA-51    |
| 5 | 1972年 10月21日 | B面   | あの愛をもう一度         | 大信田礼子   | 湯原昌幸 | 高田弘     | SOLA-51    |
| 6 | 1973年 2月21日  | A面   | 同棲時代                 | 上村一夫     | 都倉俊一 | 高田弘     | SOLB-5     |
| 6 | 1973年 2月21日  | B面   | 今日子と次郎             | 石坂まさを   | 都倉俊一 | 高田弘     | SOLB-5     |
| 7 | 1973年 7月1日   | A面   | 愛のくらし－同棲時代－   | 上村一夫     | 都倉俊一 | 高田弘     | SOLB-46    |
| 7 | 1973年 7月1日   | B面   | 夏の日                   | 上村一夫     | 都倉俊一 | 高田弘     | SOLB-46    |

### タイアップ曲
| 年     | 楽曲           | タイアップ                                   |
| ------ | -------------- | -------------------------------------------- |
| 1971年 | かんこんロック | テレビ朝日系テレビドラマ「冠婚葬祭屋」主題歌 |

## 出版物
写真集
- 「週刊プレイボーイ特別編集」（関口照生撮影）（1983年）
- 「ロドスへの招待状」（佐藤健撮影）（1992年）
- 平凡パンチ '80s 永久保存版写真集「The NUDE」（2015年）過去撮影のオムニバス

ビデオ
- 「カナリアン・ドリーム」（1983年）その後、LDともに再発売された
- 「流されて ～ Seek after love ～」（1992年）